# Flúðir
Flúðir – miejscowość w południowo-zachodniej części Islandii, nad rzeką Litla-Laxá (dopływ Stóra-Laxá). Położona na wysokości około 70–80 m n.p.m. Okoliczne wzgórza osiągają wysokość 150–250 m n.p.m. Główna miejscowość gminy Hrunamannahreppur, wchodzącej w skład regionu Suðurland. Na początku 2018 zamieszkiwało ją 432 osoby.
Przez miejscowość przebiegają drogi nr 30 i nr 35, którymi można dotrzeć około 20 km na północ w okolice gejzerów Geysir i Strokkur oraz wodospadu Gullfoss.
Mieszkańcy utrzymują się z pracy w przemyśle i usługach, w szczególności w turystyce. Energia geotermalna umożliwia hodowlę warzyw w szklarniach. Miejscowość oferuje dostęp do podstawowych usług.
Lokalną atrakcją jest położone na południe od miejscowości wzgórze Miðfell (251 m n.p.m.), na którego szczycie znajduje się niewielkie jezioro.